# Cantonul Toulouse-2
Cantonul Toulouse-2 este un canton din arondismentul Toulouse, departamentul Haute-Garonne, regiunea Midi-Pyrénées, Franța.